# 세계개혁신학회

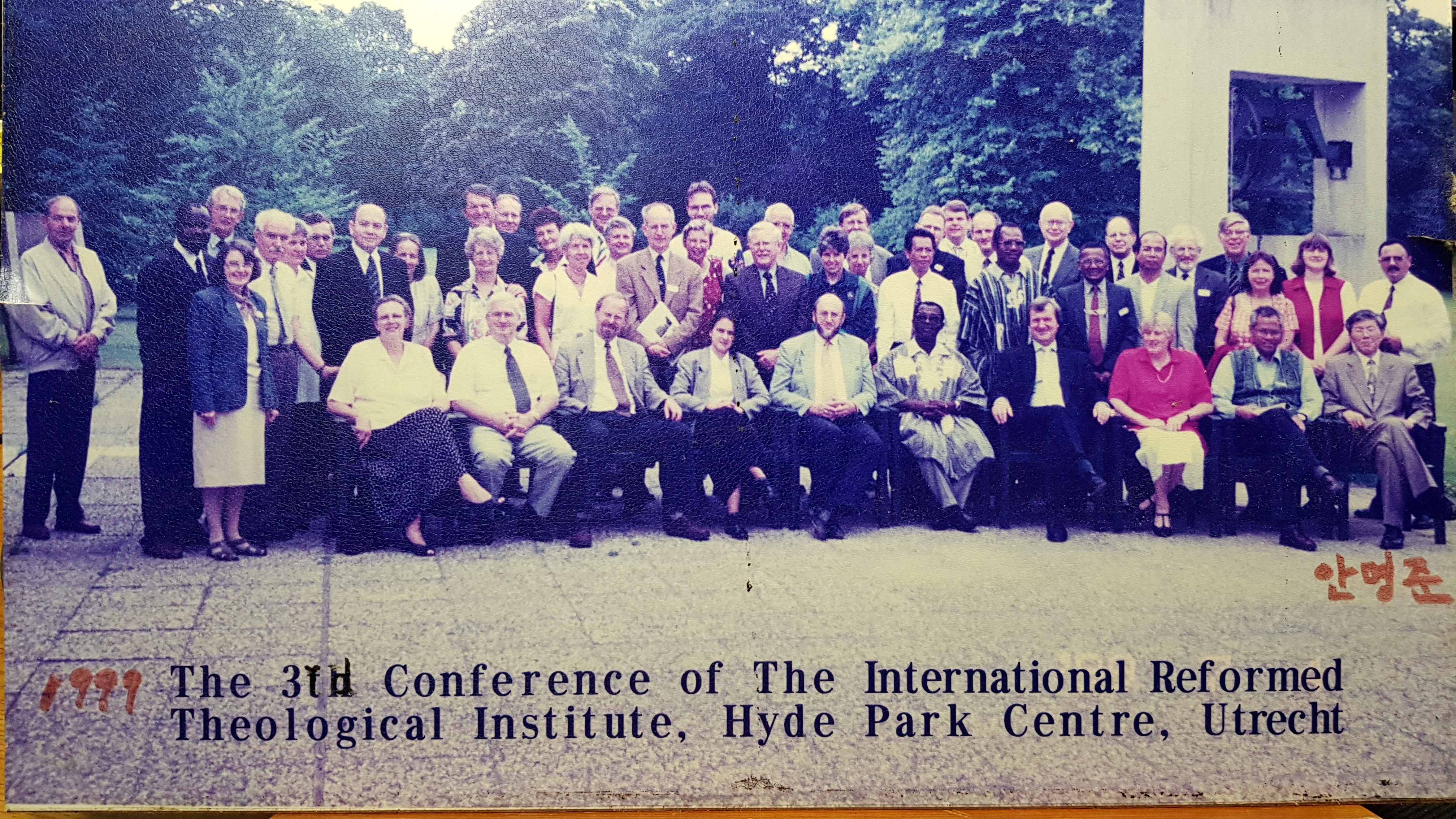
제 3 세계개혁신학회 유트레이트, 1999년 7월

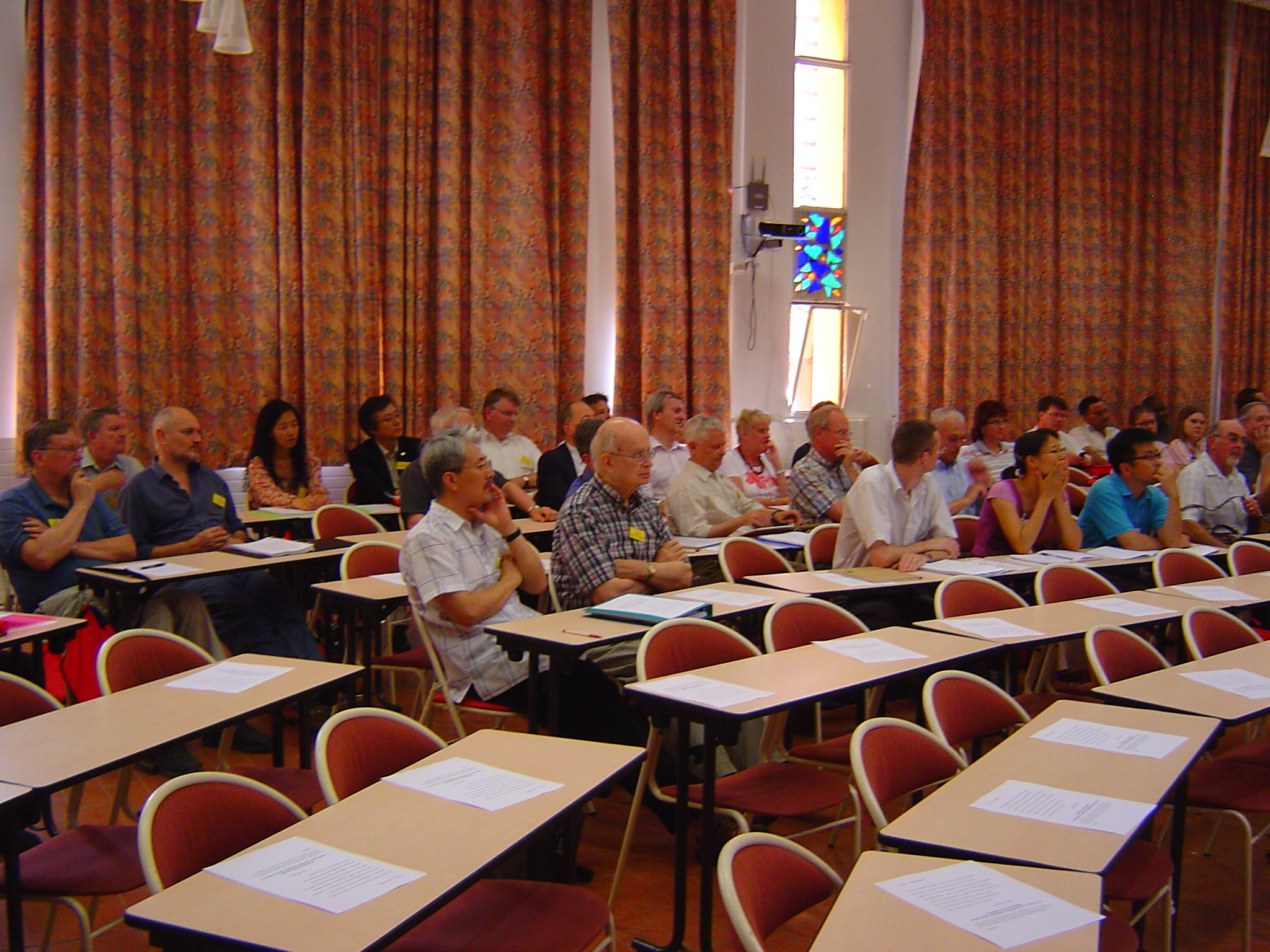
세계개혁신학회 프랑스 악쌍 프로방스, 2009년 7월 7일

세계개혁신학회 (世界改革神學會, International Reformed Theological Institute, 약어 IRTI)는 장 칼뱅의 신학과 개혁신학의 유산을 이어받아 전 세계의 개혁신학자들이 1995년 발족한 세계적인 전문 신학회이다. 창립자는 네덜란드의 브람 판 더 베크 박사였다. 한국에서 2005년 국제대회가 서울교회에서 모였다. 2년마다 다양한 국가에서 대회를 갖는다. 현재 회장은 네덜란드의 Pieter Vos이다. 학회지는 The Journal of Reformed Theology (JRT)이다.

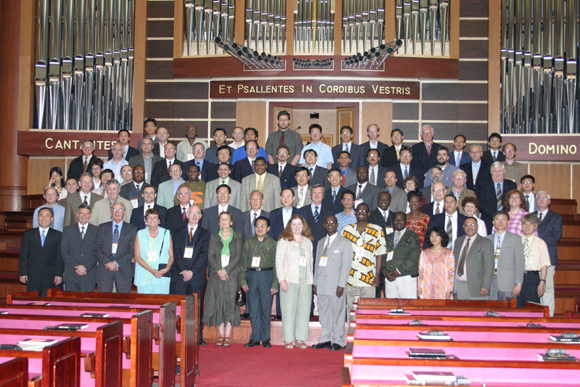
세계개혁신학회 모임 장소: 서울교회, 2005년 7월 5일

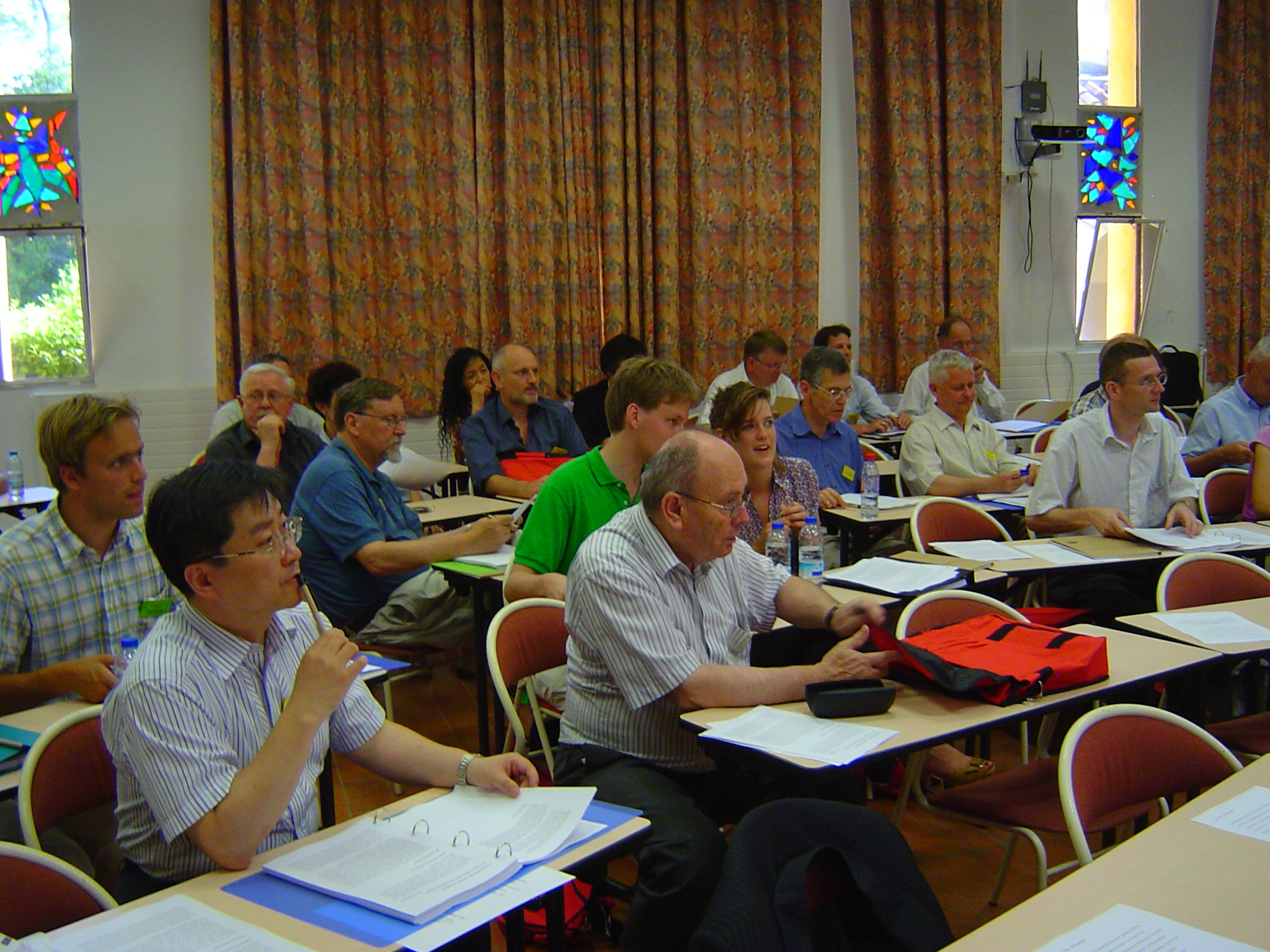
세계개혁신학회 악쌍 프러방스 모임, 2009년 7월8일

## 한국대회
2005년 한국준비위원회에서는 이종윤 목사(위원장), 김영한 박사, 안명준 박사(평택대학교), 이승구 박사가 위원으로 대회를 치러렀다. 7월 5일 3시에 서울교회에서 열렸던 개회 예배에서는 이종윤 목사가 설교를 하고, 회장 브람 판 더 베크(화란자유대학 교회 신조학, 국제개혁신학연구소장, 화란왕립학술원 회원)가 첫 강연을 맡아 “다원적 사회에서의 기독교의 정체성”이라는 주제로 발표를 하였다. 그 외 9개의 강의와 다양한 분과 세미나가 진행되었다. 한국인 주제 강사로는 이종윤 박사(서울교회, 한국장로교신학회장), 김영한 박사(숭실대학교 기독교학대학원장, 개혁신학회), 이승구 박사(국제신학대학원대학교 부총장) 등이 있었다.

## 역대 장소
- Visegrad/Hungary (1995)
- Stellenbosch/South Africa (1997)
- Doorn/The Netherlands (1999)
- Princeton/USA (2001)
- Bogor/Indonesia (2003)
- Seoul/South Korea (2005)
- Kolozsvár (Cluj-Napoca)/Romania (2007)
- Aix-en-Provence/France (2009)
- Potchefstroom/South Africa (2011)
- Sárospatak/Hungary (2013)
- New Brunswick/USA (2015)
- Lutheran Theological Seminar/Hong Kong (2017)
- Amsterdam/Netherlands (2019)

## 같이 보기
- Journal of Reformed Theology
- 브람 판 더 베크
- 한국개혁신학회
- 한국칼빈학회
- 세계칼빈학회
- 칼뱅신학
- 개혁신학자
- 요한칼빈탄생500주년기념사업회
- 안명준
- 이종윤
- 이승구